# 174 Phaedra
174 Phaedra är en asteroid upptäckt 2 september 1877 i Ann Arbor av den kanadensisk-amerikanske astronomen James Craig Watson. Asteroiden har fått sitt namn efter Faidra inom grekisk mytologi.